# Ekman-spirál

Az Ekman-spirál leírása. 1. szélirány 2. a vízre ható erő 3. az áramlás kialakuló iránya 4. Coriolis-erő

Az Ekman-spirál a vízfelszín alatt kialakuló struktúra, melyben az áramlás iránya a szél irányától a mélység függvényében jelentősen eltér. Fridtjof Nansen norvég oceanográfus a Fram expedíció (1893–1896) útja alatt figyelte meg és írta le a jelenséget.  A hatás fizikai magyarázatát Vagn Walfrid Ekman svéd oceanográfus írta le .
A jelenség lényegében a Coriolis-erő következménye, ami szerint az északi féltekén a mozgó objektumokra jobbra kitérítő erő hat (a déli féltekén balra). Ennek megfelelően ha egy vízfelszín fölött az északi féltekén a szél folyamatosan fúj, akkor a vízfelszíni áramlatra hatással van a Coriolis-erő, ami eltéríti az áramlás irányát jobbra. Az áramlás kitér a szél irányától jobbra, mivel a Coriolis-erő merőleges a haladás irányára, ezért az erő részben a szél ellen hat. A felszíni áramlás magával viszi a mélyebb vízrétegeket is, amelyek áramlási iránya szintén eltér a fölöttük lévő vízréteg haladási irányától. Így egy kisebbfajta örvény alakul ki. A vízmélység növekedésével a sebesség fokozatosan csökken. A kialakult áramlást nevezzük Ekman-spirálnak.
Az ábra a kialakuló erőket szemlélteti az északi féltekén.  A piros szín a szél irányát jelzi,  a Coriolis-erő sötét sárga, a kialakuló vízáramlási irány rózsaszín. Lefelé haladva egy óramutató szerint forgó mozgás alakul ki.
Az Ekman-spirál kialakulása a vízfelszínen gyakran nem is észrevehető. A mélység növekedésével a víz áramlásának iránya a felszínen fújó szél irányával ellentétes is lehet! A haladási irány módosulása a mélység növekedésével egyre csökken, 100 m mélységben már alig kimutatható.

## Külső hivatkozások
- AMS Glossary, mathematical description
- A. Gnanadesikan and R.A. Weller, 1995 · "Structure and instability of the Ekman spiral in the presence of surface gravity waves" · Journal of Physical Oceanography  25(12), pp. 3148–3171.
- J.F. Price, R.A. Weller and R. Pinkel, 1986 · "Diurnal cycling: Observations and models of the upper ocean response to diurnal heating, cooling and wind mixing" · Journal of Geophysical Research  91, pp. 8411–8427.
- J.G. Richman, R. deSzoeke and R.E. Davis, 1987 · "Measurements of near-surface shear in the ocean" · Journal of Geophysical Research  92, pp. 2851–2858.
- Field, J. G., C. L. Griffiths, E. A. S. Linley, P. Zoutendyk and R. Carter, 1981  Wind-induced water movements in a Benguela kelp bed. Coastal Upwelling. F. A. Richards (Ed.), Washington D.C., American Geophysical Union: 507-513. ISBN 0-87590-250-2